# 安田早希
安田 早希（やすだ さき、10月26日 - ）は、日本の女性声優。東京都出身。

## 人物
東映アニメーション研究所卒業。
2010年3月まで青二プロダクション(ジュニア)に所属していた。
特技は水泳、歌。

## 出演
太字はメインキャラクター。

### テレビアニメ
- 神様家族（子供）
- 川の光
- ゲゲゲの鬼太郎（第5作）（明日美、女子高生、健一、子供、女の子、キジムナー、少女、乗客、メイド、小学生の子供）
- 出ましたっ!パワパフガールズZ（碑文谷文佳）
- ドラゴンボール改（看護師）
- 墓場鬼太郎（子供、級友、OL、水木の子供）
- はたらキッズ マイハム組（レースクイーン / リア）
- 祝!(ハピ☆ラキ)ビックリマン（お守り、子供、少年）
- 貧乏姉妹物語（縁日の人々、生徒たち、学校の子供）
- メタルファイト ベイブレード（少年2）
- モノノ怪 「座敷童子」（子供）
- モノノ怪 「化猫」（猫）
- ONE PIECE（悪ガキ、女性客、戦士、女戦士、女海賊、女）

### OVA
- 聖闘士星矢 冥王ハーデス冥界編（マコト）

### 劇場版アニメ
- 銀河鉄道999 ダイヤモンドリングの彼方へ（翔（子供兄））
- ONE PIECE エピソードオブアラバスタ 砂漠の王女と海賊たち（国民）
- ONE PIECE THE MOVIE エピソードオブチョッパー+ 冬に咲く、奇跡の桜

### ゲーム
- アルトネリコ2 世界に響く少女たちの創造詩（沙亜紗（さーしゃ））
- アルトネリコ3 世界終焉の引鉄は少女の詩が弾く（沙亜紗（さーしゃ））
- Ys SEVEN（エルク）
- イースvs.空の軌跡 オルタナティブ・サーガ（エルク）
- Kanon （PSP版）（女子生徒）
- ゴッドイーター（プレイヤーボイス、一般神機使い、台場カノン、楠リッカ）
- ゴッドイーター バースト（プレイヤーボイス、一般神機使い、楠リッカ）
- 三國志Online（女性武将）
- 戦場のヴァルキュリア
- DEAR My SUN!!〜ムスコ★育成★狂騒曲〜（服部空多/子供、おねえさん）
- テイルズ オブ ザ ワールド レディアント マイソロジー2（ヒーローズボイス）
- drastic Killer
- バトルファンタジア（ジョゼッタ）
- ビックショット（シリア）
- FRAGILE 〜さよなら月の廃墟〜
- まほろばStories -Library of Fortune-（魔女ゾルバ、セシエアト、エニ）
- レッスルエンジェルス サバイバー2 （シルバーフェンリル、レミー・ダダーン）

### 吹き替え
- きかんしゃトーマス（子供達）※フジテレビ版

### 音楽CD
- 未来（ASCUBEとして）

### ドラマCD
- アルトネリコ2 世界に響く少女たちの創造詩 ドラマCD Vol.4 SIDE Extra（沙亜紗）
- ドラマCD アルトネリコ3 世界終焉の引鉄は少女の詩が弾く  SIDE ティリア～After story～（沙亜紗）
- エーデルワイス〜詠伝島花粉大戦争〜（女子）
- 金色のコルダ〜primo passo〜 始まりの前に（普通科女子）
- CLANNAD-クラナド- 〜光見守る坂道で〜（女子生徒、軽音楽部生徒）
- 私立!三十三間堂学院（女子生徒）
- テイルズ オブ ジ アビス 第3巻（村の子供）
- ラスト・エスコート2 〜深夜の甘い棘〜 ドラマCD「愛に汚れた白薔薇達の甘い棘」（里桜）
- わたしたちの田村くん（女子）

### テレビ
- 北野ROCK教習所（フジテレビ721）

### ラジオ
- 声タマ★ロッカールーム（超A&G+、隔週火曜日 18:00〜18:30、2008年4月 〜 2009年3月）

### その他
- サナトリウムサンクタム〜さなさな〜波の彼方の君へ（月乃瀬不由美）
- 声優チャット